# Герб Коломны
Герб Коломны — опознавательно-правовой знак, составленный и употребляемый в соответствии с правилами геральдики, служащий символом города Коломна.
Утвержден решением Совета депутатов города Коломны Московской области от 22 мая 2002 года № 20/7 как герб города Коломна; в 2004—2017 годах — герб городского округа Коломна; утвержден (с внешними украшениями) Решением Совета депутатов Коломенского городского округа от 31 мая 2018 года № 317 как герб Коломенского городского округа.

## Описание герба
В лазоревом поле на зеленом холме, тонко окаймленном золотом, — серебряная колонна, увенчанная золотой короной, сопровождаемая по бокам двумя золотыми шестилучевыми звездами (двумя лучами вверх).
Герб утверждён решением Совета депутатов города Коломны Московской области от 22 мая 2002 г. № 20/7 (этим же решением признано утратившим силу решение Коломенского городского Совета депутатов от 22 апреля 1980 года «Об утверждении герба г. Коломны»). Решением Совета депутатов муниципального образования «Город Коломна» Московской области от 18 июня 2003 года № 23/5 внесены изменения и дополнения в Положение о гербе Коломны от 22.05.2002.

## Описание символики
Герб Коломны представляет собой четырехугольный с закругленными нижними углами, заостренный в оконечности щит, с изображением исторического герба города, утверждённого в 1781 году.
В соответствии с традициями российской геральдики цвета и фигуры герба и флага города Коломны имеют следующее значение: лазурь (голубой цвет) — символ красоты, мягкости, величия, изображается смесью красок кобальта и ультрамарина. Зелень (зеленый цвет) — символ надежды, радости, изобилия, изображается смесью красок хрома и растительной зелени. Золото служит символом богатства, справедливости и великодушия. Серебро служит символом чистоты и невинности; Колонна (столп) — почетная геральдическая фигура, символ величия, прочности, надежной опоры:
- Корона — служит символом светской власти;
- Звезды — символ божества, света, бесконечности, вечности, путеводности, борьбы света с тьмой, божественных идей.

## История герба
- Гербы Коломны
- 1730 г.
- 1883 г.
- 1980 г.